# Polizy

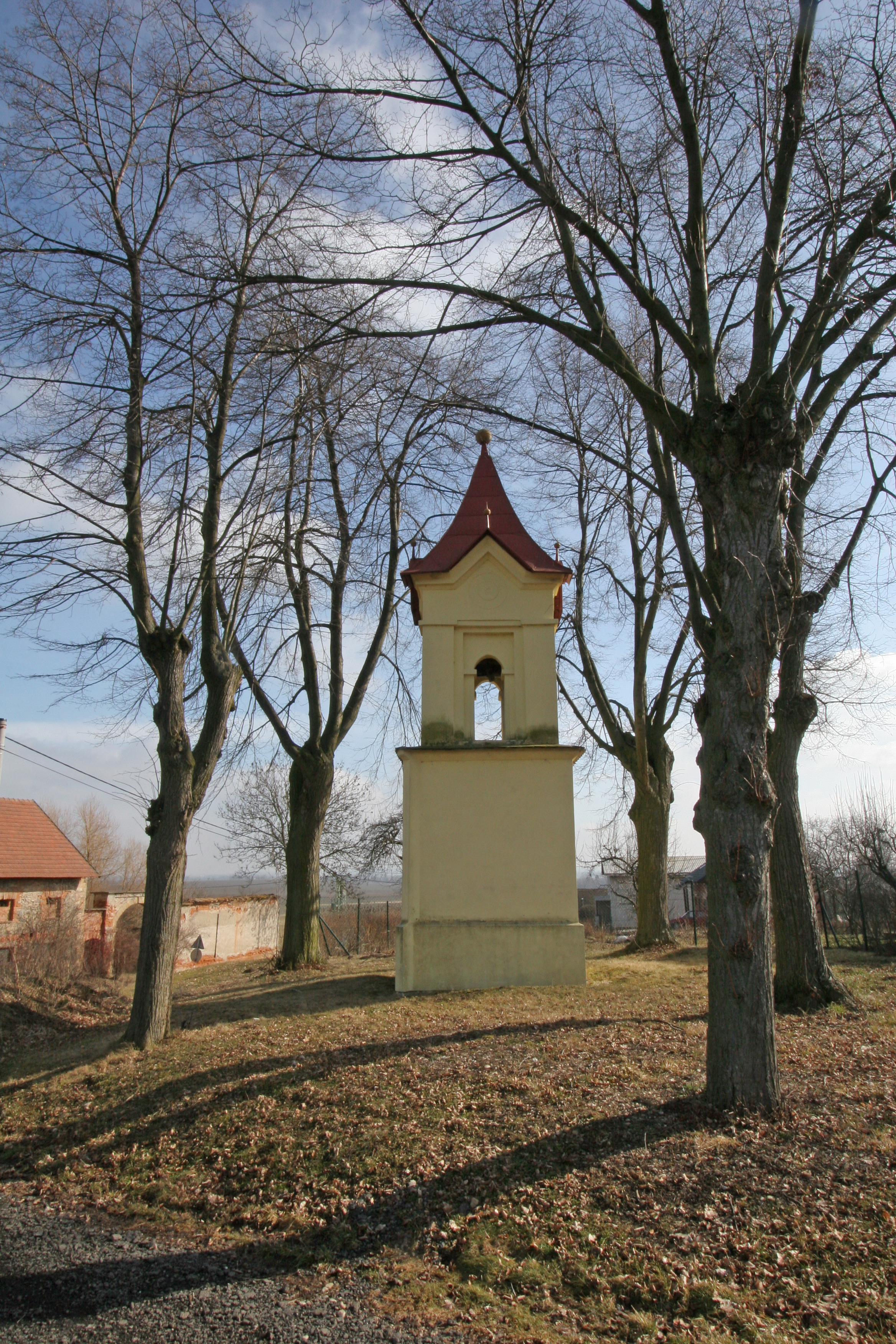
Glockenturm

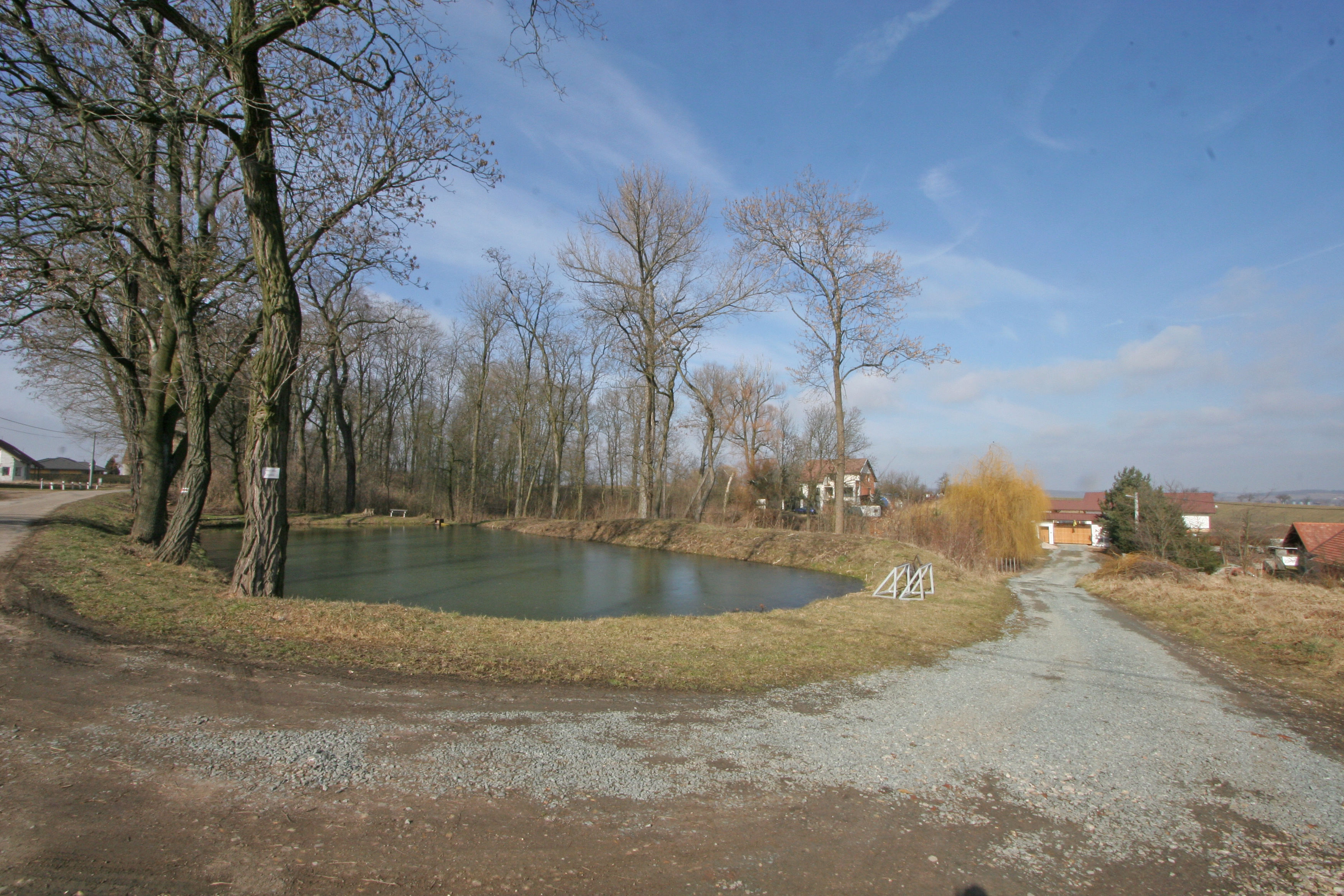
Teich

Polizy (deutsch Polis) ist ein Ortsteil der Gemeinde Osice im Okres Hradec Králové in Tschechien. Er liegt zwölf Kilometer südwestlich des Stadtzentrums von Hradec Králové.

## Geographie
Polizy befindet sich an einer Anhöhe der Dobřenická plošina (Dobrzenitzer Hochfläche). Im Ort entspringt der Bach Čertůvka. Nordwestlich des Dorfes verläuft die Bahnstrecke Chlumec nad Cidlinou–Międzylesie; anderthalb Kilometer südlich liegt die Autobahnraststätte Osice an der Dálnice 11/E 67.
Nachbarorte sind Lhota pod Libčany und Hubenice im Norden, Praskačka im Nordosten, Sedlice und Žižkovec im Osten, Krásnice, Podůlšany und Staré Ždánice im Südosten, Plch und Osice im Süden, Osičky im Südwesten, Dobřenice im Westen sowie Syrovátka und Trávník im Nordwesten.

## Geschichte
Das Dorf gehörte zu den Besitzungen des Benediktinerklosters Opatowitz, das während der Hussitenkriege im Jahre 1421 zerstört wurde. Die erste schriftliche Erwähnung von Polizy erfolgte im Jahre 1436, als König Sigismund einen großen Teil des ehemaligen Klosterbesitzes an Diviš Bořek von Miletínek überschrieb. Zum Ende des 15. Jahrhunderts erwarb Wilhelm von Pernstein das Dorf.  Als Jaroslav von Pernstein 1560 die  Herrschaft Pardubitz an König Ferdinand I. verkaufte, gehörte Polizy zu deren Gütern.
Im Jahre 1835 bestand das im Chrudimer Kreis gelegene Dorf Polis aus 12 Häusern, in denen 90 Personen lebten. Pfarrort war Wositz. Bis zur Mitte des 19. Jahrhunderts blieb Polis der k.k. Kameralherrschaft Pardubitz untertänig.
Nach der Aufhebung der Patrimonialherrschaften bildete Polisy ab 1849 eine Gemeinde im Gerichtsbezirk Pardubitz. Ab 1868 gehörte die Gemeinde zum Bezirk Pardubitz, zugleich wurden Hubenice und Trávník eingemeindet. 1919 lösten sich beide Ortsteile wieder los und bildeten eigene Gemeinden. Auf Anordnung der Linguistischen Kommission in Prag wurde 1920 der Ortsname in Polizy abgeändert. 1949 wurde Polizy dem Okres Hradec Králové-okolí zugeordnet; dieser wurde im Zuge der Gebietsreform von 1960 aufgehoben, seitdem gehörte die Gemeinde zum Okres Hradec Králové. 1976 wurde Polizy nach Lhota pod Libčany eingemeindet. Am 24. November 1990 lösten sich Osice, Trávník und Polizy von Lhota pod Libčany los und bildeten die Gemeinde Osice. Am 3. März 1991 hatte der Ort 36 Einwohner; beim Zensus von 2001 lebten in den 17 Wohnhäusern von Polizy 42 Personen.

## Gemeindegliederung
Der Ortsteil Polizy bildet einen Katastralbezirk.

## Sehenswürdigkeiten
- Gemauerter Glockenturm auf dem Dorfplatz
- Wegkreuz an der Kreuzung westlich des Dorfes, an der dortigen Kuppe ist Aussichtspunkt